# Tomasz Jaszczuk
Tomasz Jaszczuk (Siedlce, 9 marzo 1992) è un lunghista polacco.

## Biografia
Jaszczuk ha esordito a livello internazionale nel 2009. Nel 2011 ha vinto la medaglia d'argento agli Europei juniores in Estonia, alle spalle del russo Sergej Morgunov. L'anno seguente ha esordito con la nazionale seniores, con cui ha partecipato nel 2017 ai Mondiali di Londra.
Dal 2012 ha vinto numerosi titoli nazionali.

## Palmarès
| Anno | Manifestazione           | Sede       | Evento         | Risultato | Prestazione | Note |
| ---- | ------------------------ | ---------- | -------------- | --------- | ----------- | ---- |
| 2009 | Mondiali U18             | Bressanone | Salto in lungo | 4º        | 7,50 m      |      |
| 2011 | Europei U20              | Tallinn    | Salto in lungo | Argento   | 8,11 m      |      |
| 2012 | Europei                  | Helsinki   | Salto in lungo | 8º        | 7,90 m      |      |
| 2013 | Europei U23              | Tampere    | Salto in lungo | 6º        | 7,77 m      |      |
| 2014 | Europei                  | Zurigo     | Salto in lungo | 7º        | 8,07 m      |      |
| 2017 | Europei indoor           | Belgrado   | Salto in lungo | 4º        | 7,98 m      |      |
| 2017 | Mondiali                 | Londra     | Salto in lungo | 26º (q)   | 7,64 m      |      |
| 2018 | Europei                  | Berlino    | Salto in lungo | 5º        | 8,08 m      |      |
| 2019 | Europei indoor           | Glasgow    | Salto in lungo | 6º        | 7,80 m      |      |
| 2019 | Giochi mondiali militari | Wuhan      | Salto in lungo | 7º        | 7,65 m      |      |

## Altre competizioni internazionali
2019
- Campionati europei a squadre di atletica leggera ( Bydgoszcz)